# تفجير شيريبون 2011
تفجير شيريبون 2011 وقع في 15 أبريل 2011، حيث فجر مهاجم انتحاري عبوة ناسفة في مسجد في مجمع للشرطة في مدينة شيريبون في جاوة الغربية إندونيسيا. وقع الهجوم في حوالي الساعة 12:20 بالتوقيت العالمي خلال صلاة الجمعة. قُتل المفجر وجُرح 28 شخصًا على الأقل، معظمهم كانوا يصلون في المسجد.

## التفجير
وصل المفجر إلى المسجد حوالي 12.10 عندما كان الخطيب ينهي الخطبة. كان مرتكب الجريمة يتراوح من 25 إلى 30 عامًا وكان طوله 165-170 سم، وحمل حقيبة تحمل على الظهر. ظهر المهاجم في المسجد مرتدياً ثوبًا أسود كاملاً، وأخفى المتفجرات خلف سترته السوداء. ربما كان المهاجم يستهدف قائد شرطة سيريبون القائد الأعلى للشرطة هيروكوكو لأنه اختار أن يقف بالقرب منه.
بينما كان الإمام يؤدي الصلاة، فجر الانتحاري متفجراته. في أعقاب الانفجار الصاخب قُتل الانتحاري ودُمرت معدته. أسفر الانفجار عن إصابة 28 ضحية على الأقل. معظم هؤلاء هم ضباط الشرطة الذين يصلون، في حين أن أحدهم مدني يصادف استخدام المسجد لصلاة الجمعة. أصيب معظم الضحايا من المسامير والبراغي الملحقة بالقنبلة. وتم نقل الضحايا - بمن فيهم قائد شرطة سيريبون - إلى المستشفيات القريبة.

## التفاعلات
في أعقاب الهجوم عززت الشرطة الإندونيسية الأمن في جميع فروعها الإقليمية. تم حظر تجار الشوارع الذين كانوا سمة شائعة أمام مراكز الشرطة الإندونيسية مؤقتًا. أرسلت الشرطة الإندونيسية فريقًا من خبراء الطب الشرعي من شرطة جاوة الغربية للتعرف على الجاني. تم نشر مفرزة 88 وحدة لمكافحة الإرهاب. وفقًا للمراقبة المبكرة يمكن أن تكون القاعدة (مع فروع الجماعة الإسلامية المحلية التابعة لها) وراء الهجوم.
يتوقع المحلل الأمني أن يكون الهجوم انتقاميًا لقمع الشرطة الإندونيسية على الإرهاب، حيث تم اعتقال أو قتل العديد من المقاتلين البارزين المشتبه في تورطهم في تفجيرات سابقة في إندونيسيا على أيدي الشرطة.
وقد أدان الهجوم العديد من القادة والشخصيات العامة في إندونيسيا. أدان الرئيس الإندونيسي سوسيلو بامبانج يودويونو بشدة الهجوم ودعا المجتمع ككل إلى العمل معا للقضاء على الإرهاب. حث وزير الشؤون الدينية سوريادارما علي وهو أيضًا رئيس حزب التنمية المتحدة الجمهور على عدم استفزازهم من جراء الهجوم الإرهابي. كما أدان أحمد حريوان حاكم مقاطعة جاوة الغربية التفجير وحث الشرطة على التحقيق الكامل في الهجمات.
نهضة العلماء وهي أكبر منظمة إسلامية في البلاد أدانت الهجوم. ووصف رئيس المنظمة سعيد عقيل سراج الهجوم بأنه «غير مسؤول للغاية» ووافق على الملاحظة بأن الإرهاب قد تحول من توجيه الرموز الغربية إلى التركيز على الأهداف المحلية.

## التحقيق
جثة مرتكب الجريمة مشوهة بشكل سيء ولكن رأسه لا يزال سليماً، مما يمكّن الشرطة من الحصول على صورة وجهه. تم إصدار هذه الصورة للتعرف على المشتبه به. بعد أن تم نشر الصورة تم تحديدها على أنها لشخص اسمه محمد سياريف 24 عامًا أحد سكان سيريبون. تم التعرف عليه من قبل والدته التي جاءت بعد ساعات من نشر الشرطة الصورة. تم تأكيد هذا التعريف من قبل عائلة المشتبه به وجيرانه. تم تأكيد هويته من خلال اختبار الحمض النووي. قيل إن سياريف غالباً ما شارك في الاحتجاجات التي نظمتها جماعة إسلامية متشددة في سيريبون، حركة مناهضة الردة وغير المؤمنين لكنه لم تكن عضوًا. لا يزال التحقيق مع الشبكات الإرهابية والدوافع وراء الهجوم.